# M.E.T.R.O. - Ein Team auf Leben und Tod
M.E.T.R.O. - Ein Team auf Leben und Tod ("M.E.T.R.O. - Una squadra tra vita e morte") è una serie televisiva tedesca creata da Hans Werner e Christos Yiannopoulos e prodotta nel 2006 dalla Polyphon Film-und Fernsehgesellschaft. Protagonisti della serie sono Ursula Karven, Michael Roll, Stephanie Japp, Oliver Clemens, Volker Lechtenbrink e Christina Rainer.
La serie si compone di una sola stagione, per un totale di 11 episodi (10 episodi di 45 minuti più l'episodio pilota della durata di 90 minuti) In Germania, la serie è stata trasmessa in prima visione dall'emittente televisiva ZDF: l'episodio pilota, intitolato Krimi-Kongo, fu trasmesso in prima visione il 18 gennaio 2006.

## Trama
Amburgo: dopo che la città ha corso il rischio che dilagasse una pericolosa epidemia, la polizia locale decide di creare la M.E.T.R.O. (acronimo per Mobile Einsatzgruppe Tropenmedizin, ovvero "Squadra mobile di medicina tropicale"), una squadra esperta di malattie tropicali. La squadra è formata dalla Dott.ssa Katharina Jansen, dalla Dott.ssa Tatjana Stahl e dal Prof. Lorenz Baumann.

## Episodi
| Stagione       | Puntate | Prima TV Germania | Prima TV Italia |
| -------------- | ------- | ----------------- | --------------- |
| Prima stagione | 11      | 2006              | inedita         |

## Distribuzione
- M.E.T.R.O. - Ein Team auf Leben und Tod (titolo originale)
- Diagnostics (Francia)[3]